# Sanja matsuri
Le Sanja matsuri (三社祭) est l'un des trois grands festivals de shinto à Tokyo, avec le Kanda matsuri et Sannō matsuri. On le considère comme le plus coloré et le plus animé. Le festival est tenu en l'honneur de Hinokuma Hamanari, Hinokuma Takenari et de Hajino Nakatomo, les trois hommes qui ont fondé le Sensō-ji. Le Sanja matsuri se tient le troisième week-end de chaque mois de mai au sanctuaire Kannon d'Asakusa, le Sensō-ji. Ses parades les plus célèbres impliquent trois mikoshi (châsse portable) ; des musiques et des danses traditionnelles agrémentent le festival. Durant les trois jours, le festival attire entre 1,5 et 2 millions de visiteurs, Japonais ou touristes étrangers.

## Histoire
Comme beaucoup de festivals japonais, Sanja Matsuri est avant tout une fête religieuse. C'est un long week-end de festivités shinto qui est consacré aux kamis de trois hommes. La coutume raconte que le 17 mai 628, deux frères pêcheurs Hinokuma Hamanari et Hinokuma Takenari ont trouvé une statuette du Bodhisattva de la Miséricorde (la déesse Kannon, Avalokiteśvara en sanskrit) dans les mailles d'un filet de pêche dans un affluent de la Sumida-gawa, la rivière Miyato. Le troisième homme, un riche propriétaire appelé Hajino Nakatomo, ayant entendu parler de la découverte, a appelé les frères à se convertir au bouddhisme. Les trois hommes ont alors consacré leurs vies à la foi bouddhiste et ont dédié à la statue un petit temple. Ce temple est maintenant connu sous le nom de Sensō-ji, le temple le plus ancien de Tokyo où se trouve actuellement la statue de Kannon.
De nombreux aspects du Sanja Matsuri remontent au VIIe siècle. La forme actuelle de la fête a été établie au cours de l'époque d'Edo. En 1649, le shogun Iemitsu Tokugawa a ordonné la construction du Asakusa-jinja, un sanctuaire shinto consacré aux trois kamis. L'existence de ce sanctuaire a consolidé l'importance du festival de même que son organisation et sa forme actuelles.

## Description de l’événement

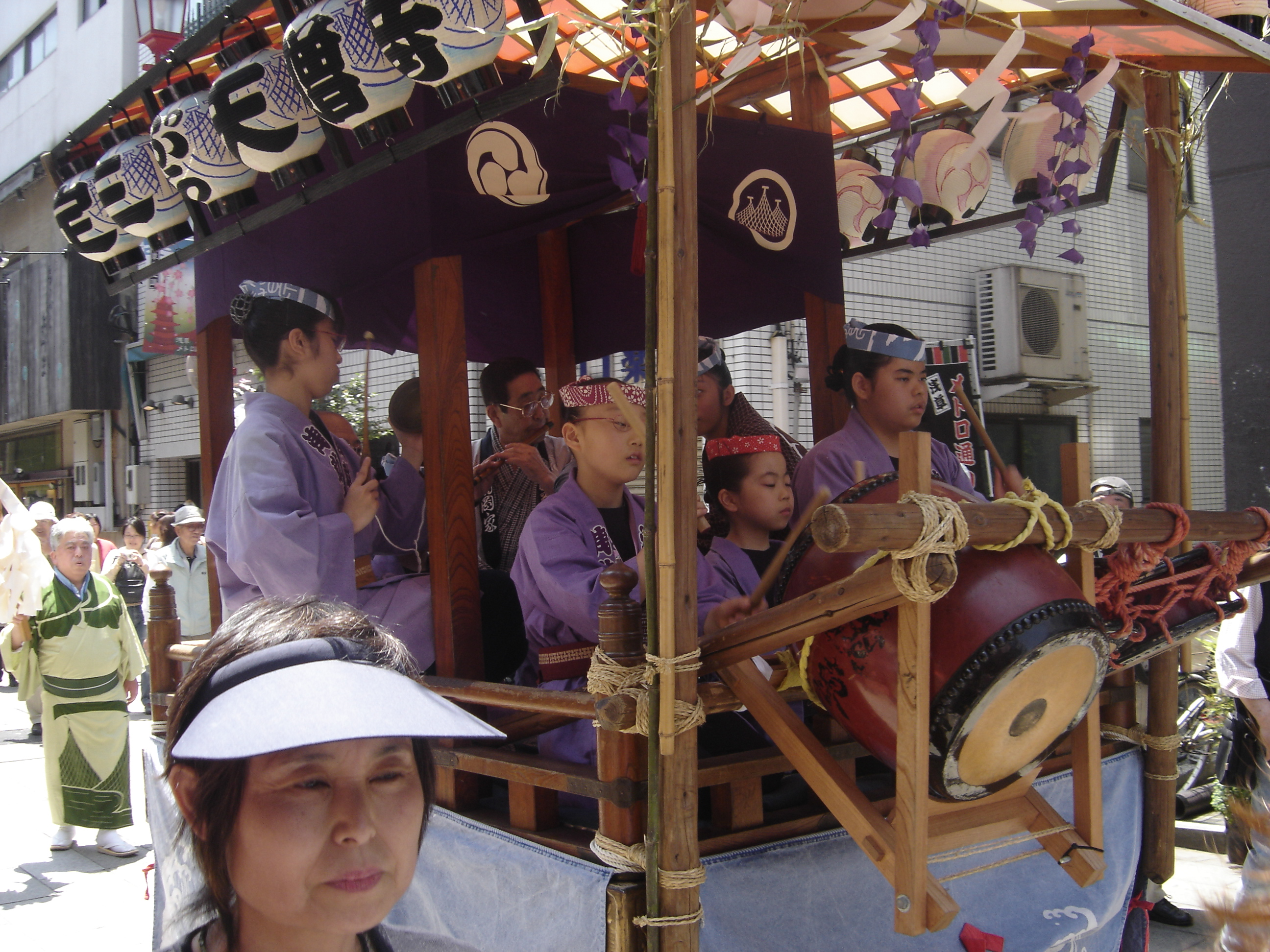
Musiciens paradant à travers Asakusa durant le Sanja matsuri.

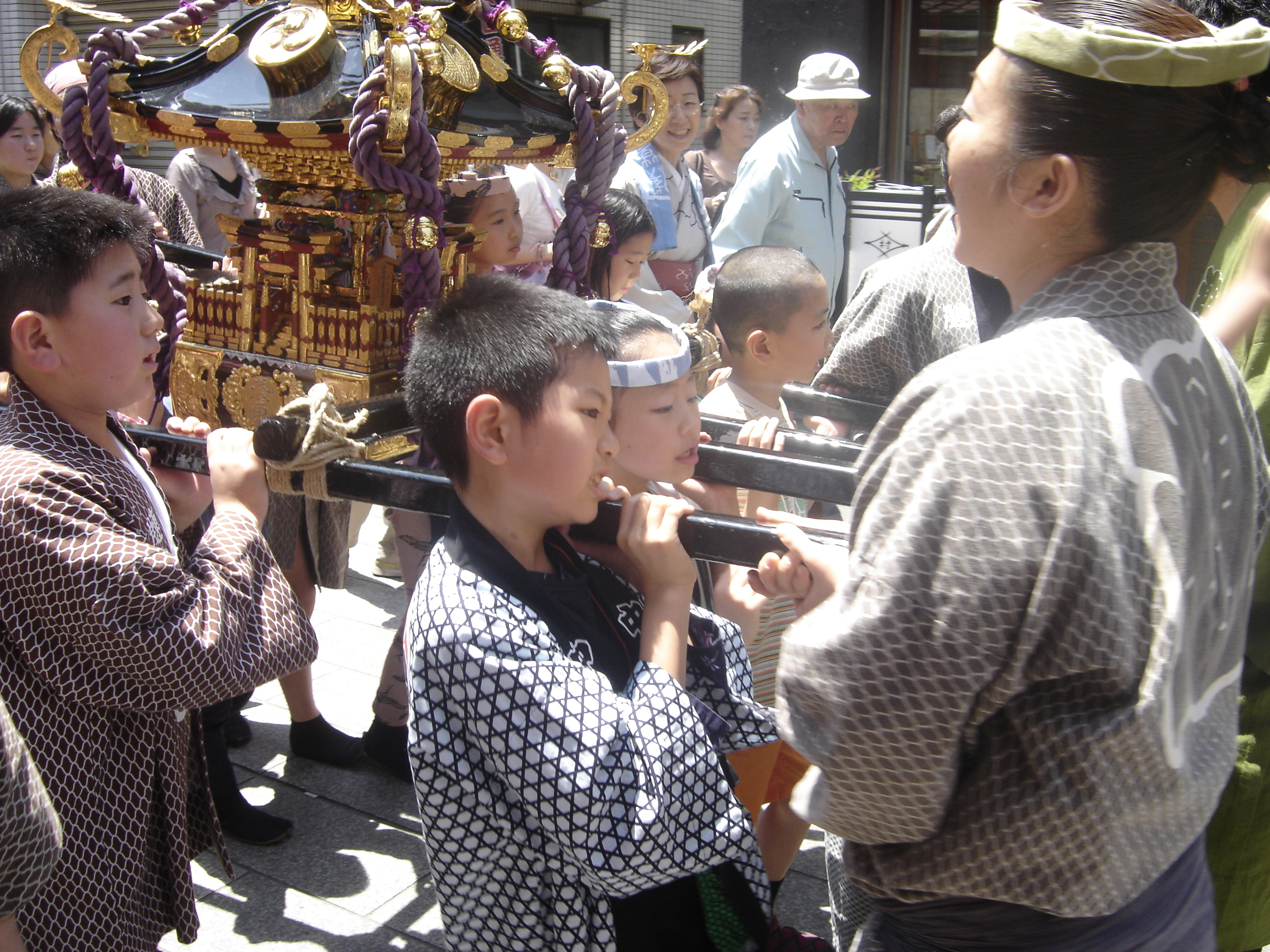
Les enfants portant les mikoshi.

L'atmosphère qui entoure Asakusa pendant le week-end du festival est chargée en énergie. Les gens inondent continuellement les rues entourant le Sensō-ji, les sifflements, les chants et les taiko peuvent être entendus dans tout l'arrondissement Taitō.
Les principales attractions du festival sont les mikoshi qui apparaissent le troisième et le dernier jour du festival. Ces trois autels de bois peint en vernis noir, ont été construits pour imiter les versions du temple d'Asakusa. Chaque mikoshi est décoré avec des sculptures et des feuilles d'or ; un mikoshi pèse approximativement une tonne et coûte quarante millions de yens. Ils sont constitués de quatre longs poteaux attachés ensemble avec des cordes, et il faut la force de quarante personnes pour le porter. Tout au long de la journée, environ 500 personnes se relayent pour porter chaque autel.
À chaque passage des châsses, de nombreuses personnes entourent ces derniers. Les mikoshi sont portés de manière énergique. Cette action est censée intensifier la puissance du kami qui se trouve dans l’autel et permet ainsi d’accorder la chance à ceux qui se trouvent à proximité. Des porteurs agitent des branches de cléyère sacrée, le sakaki et récitent des prières, on se purifie ainsi des salissures du monde terrestre. Il est coutume de voir une personne se poster sur le mikoshi criant pour diriger les personnes portant la châsse. En dehors des trois mikoshi, il y en a approximativement une centaine d’autres plus petits qui défilent le samedi. Ce sont principalement des femmes et des enfants qui se chargent de les porter.

## Jour après jour

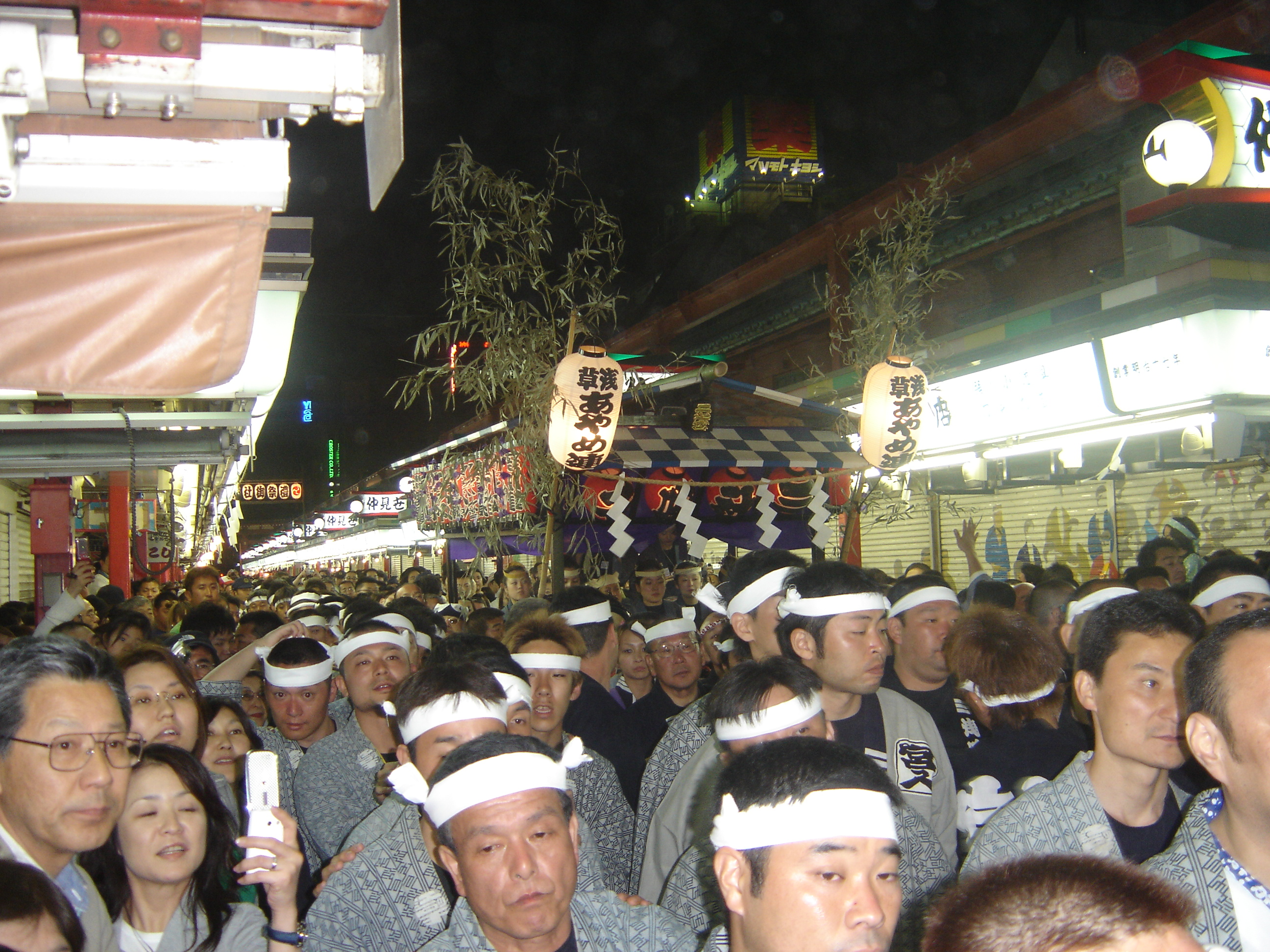
Des musiciens portés à Nakamise-dōri un dimanche soir.

En dehors de la partie festivité, Sanja matsuri commence le jeudi par une importante cérémonie religieuse. Cette cérémonie exige qu’un prêtre du sanctuaire d'Asakusa effectue un rituel appelé koshin qui déplace les kamis des trois hommes  conservés pieusement au sanctuaire d'Asakusa vers les mikoshi. En ouvrant les petites portes situées sur chaque mikoshi (l'intérieur est caché au public par un petit rideau en coton), les trois kamis sont invités dans les autels miniatures où ils résideront pour la durée du festival.
Le matsuri commence le vendredi avec le daigyōretsu (大行列, littéralement « le grand défilé »). Le cortège descend la rue Yanagi vers Nakamise-dōri et jusqu'au sanctuaire d'Asakusa. Les participants se parent de vêtements somptueux : danseurs, musiciens, artistes, geishas et fonctionnaires municipaux qui portent pour l'occasion le hakama. En soirée, six mikoshi paradent dans les rues portés par une douzaine de personnes.
Le jour suivant, samedi, environ cent mikoshi des 44 quartiers d'Asakusa se rassemblent au Kaminarimon. Ensuite, ils passent par Nakamise-dōri et s'arrêtent au hōzōmon pour montrer leur respect à Kannon, la déesse de la Miséricorde. Ensuite, les mikoshi sont portés au sanctuaire d'Asakusa où les prêtres shinto les bénissent et les purifient pour l'année à venir. Quand la cérémonie religieuse est terminée, ils défilent dans les différents quartiers.
Les événements les plus importants de Sanja matsuri ont lieu le dimanche suivant. Le cortège des trois mikoshi commence sa marche vers Nakamise-dōri en passant par Kaminarimon tôt le matin. Le dernier jour du festival, les mikoshi sont fractionnés afin que les kamis visitent et accordent la bénédiction à chacun des 44 quartiers d'Asakusa. À la tombée de la nuit, les trois kamis retrouvent leurs chemins vers le sanctuaire d'Asakusa.

## Autres attractions

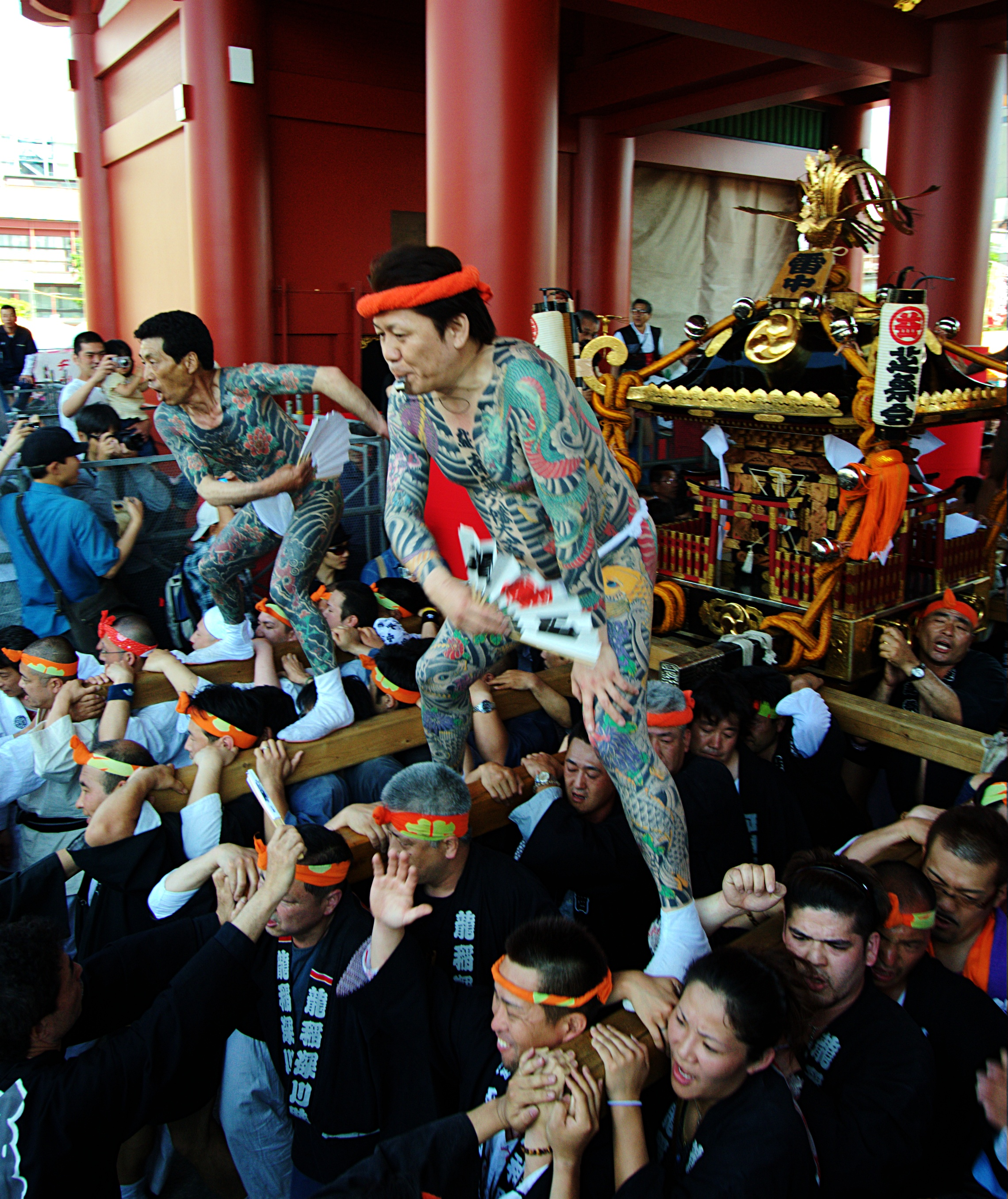
Des yakuzas exhibant leurs tatouages.

En plus des événements traditionnels, au cours du Sanja matsuri, les spectateurs peuvent assister à d’autres événements. De nombreux petits stands de nourriture sont érigés dans les abords pour le week-end entier. Les membres des yakuzas profitent de l’occasion pour exhiber fièrement leurs irezumi (tatouages recouvrant entièrement le corps), vêtus seulement du sous-vêtement traditionnel fundoshi.
Le samedi et le dimanche de 13 h à 15 h au second étage de l’Asakusa Kenban, les geishas de ce quartier, un des plus vieux hanamachi de Tokyo, donnent un spectacle en costume (spectacle payant). Le samedi après-midi, les membres du Nihon Taiko Dojo, une académie de taiko de Tokyo, exécutent des spectacles de musiques  traditionnelles près du sanctuaire d'Asakusa. On peut également assister à des démonstrations de yabusame et parfois même de combat de sumo.

## Programme des festivités
| Horaire            | Évènement                                   | Description                                                                                | Localisation                                 |
| ------------------ | ------------------------------------------- | ------------------------------------------------------------------------------------------ | -------------------------------------------- |
| Préparation, jeudi |                                             |                                                                                            |                                              |
| 7 h                | Transfert des kamis du sanctuaire d'Asakusa | Le prêtre déplace le kami du sanctuaire d'Asakusa au mikoshi respectif                     | Sanctuaire d'Asakusa                         |
| 1er jour, vendredi |                                             |                                                                                            |                                              |
| 13 h               | Le Daigyōretsu commence                     | Grand défilé impliquant de nombreuses personnes                                            | La rue Yanagi et Nakamise-dōri               |
| 14 h 20            | Danse de binzasara                          | Danse traditionnelle de prière pour la prospérité et la bonne moisson                      | Haiden (hall du sanctuaire d'Asakusa)        |
| 15 h               | Danse de binzasara                          | Danse traditionnelle de prière pour la prospérité et la bonne moisson                      | Kaguraden (pavillon du sanctuaire d'Asakusa) |
| 2e jour, samedi    |                                             |                                                                                            |                                              |
| 12 h 30            | Départ des mikoshi                          | Environ 100 mikoshi des 44 quartiers d'Asakusa commencent leurs parades à travers la ville | Sanctuaire d'Asakusa                         |
| 3e jour, dimanche  |                                             |                                                                                            |                                              |
| 6 h                | Départ des trois mikoshi                    | Les trois mikoshi partent d'Asakusa et commencent leurs parades dans les quartiers         | Sanctuaire d'Asakusa                         |
| 20 h               | Retour des kamis dans le sanctuaire         | Après avoir visité les quartiers d'Asakusa, les kamis retournent dans le temple            | Sanctuaire d'Asakusa                         |